# Антипін Пилип Лук'янович
Пилип Лук'янович Антипін (1900 — 26 березня 1944) — Герой Радянського Союзу (3.06.1944), учасник Другої світової війни, командир відділення 1-ї роти 107-го саперного батальйону 93-ї стрілецької дивізії 57-ї армії 3-го Українського фронту, сержант.

## Біографія
Народився в 1900 році в селі Ємашево Бірського повіту Уфимської губернії, нині Бірського району Республіки Башкортостан. Росіянин. Освіта початкова. Учасник громадянської війни. З 1922 року працював в промислових артілях. З 1931 року — голова Лежебоковської промартілі Бірського району.
До Червоної армії призваний в жовтні 1942 року Бірським райвійськкоматом Башкирської АРСР.
22 березня 1944 року сержант П. Л. Антипин в районі міста Вознесенська Миколаївської області першим переправив на правий берег річки Південний Буг бійців штурмової групи. Працюючи старшим розрахунку, він перевіз 37 осіб. Велике вміння вимагалося, щоб при сильному плині на малому надувному човні переправляти вантаж, але в руках Антипіна човен йшов впевнено. Завдяки його вмінню, безстрашності задача була виконана. У ніч з 24 на 25 березня 1944 року, коли з усіх засобів залишилася лише маленький 2-місний пробитий кулями човен, сів за весло сержант Антипін. Він переправляв лише по одній людині, весь час ризикуючи бути затопленим разом з човном. Коли треба було терміново переправити групу командування і радистів, П. Л. Антипін успішно виконав і цю задачу — він перевіз за ніч з 5 осіб і рацію. Повертаючись на лівий берег, П. Л. Антипін за ніч перевіз 4 важкопоранених бійців.
Повертаючись останній раз, сержант Антипін, переправляв пораненого товариша. Човен накрився водою, потрапив в місце швидкої течії і
унесений до греблі млина, де і загинули обидва. Загинув 25 березня 1944 року. Похований у братській могилі в смт Костянтинівка Арбузинського району Миколаївської області.
Звання Героя Радянського Союзу Пилипу Лук'яновичу Антипіну присвоєно посмертно 3 червня 1944 року.

## Нагороди
- Медаль «Золота Зірка» Героя Радянського Союзу (3 червня 1944)
- Орден Леніна (3 червня 1944)
- Орден Червоного Прапора (13 жовтня 1943)[5]
- Медаль «За бойові заслуги» (3 січня 1943)[6]

## Пам'ять
- У місті Бірськ ім'ям Героя названа вулиця.